# Armin Kraaz
Armin Kraaz (ur. 3 lutego 1965 we Frankfurcie nad Menem) – niemiecki piłkarz występujący na pozycji obrońcy. Trener piłkarski.

## Kariera piłkarska
Kraaz jako junior grał w Viktorii Preußen oraz Eintrachcie Frankfurt, do którego trafił w 1980 roku. W 1983 roku został włączony do jego pierwszej drużyny, grającej w Bundeslidze. Zadebiutował w niej 17 września 1983 roku w zremisowanym 0:0 pojedynku z Werderem Brema. 24 sierpnia 1984 roku w zremisowanym 3:3 meczu z VfL Bochum strzelił pierwszego gola w Bundeslidze. W 1988 roku zdobył z zespołem Puchar RFN.
W tym samym roku Kraaz odszedł do Rot-Weiss Frankfurt z Oberligi Hessen, gdzie spędził osiem lat. Potem grał jeszcze w rezerwach Eintrachtu Frankfurt, gdzie w 1997 roku zakończył karierę.

## Kariera trenerska
W sezonie 2001/2002 Kraaz był trenerem drugoligowego Eintrachtu Frankfurt. Trenował go od 9 marca 2002 roku do końca sezonu 2001/2002. Eintracht poprowadził w dziewięciu spotkaniach 2. Bundesligi, z czego z nich trzy wygrał, cztery zremisował i dwa przegrał.